# Pantetein
Pantetein je cisteaminski amidni analog pantoteinske kiseline (vitamina B5). Dimer ovog jedinjenja, pantetin je široko poznat, i smatra se potentnijim oblikom vitamina B5 od pantotenske kiseline. Pantetein je intermedijar u produkciji koenzima A u telu.